# Miconia fanshawei
Miconia fanshawei är en tvåhjärtbladig växtart som beskrevs av John Julius Wurdack. Miconia fanshawei ingår i släktet Miconia och familjen Melastomataceae. Inga underarter finns listade i Catalogue of Life.